# Phragmatobia approximata-intermedia
Phragmatobia approximata-intermedia är en fjärilsart som beskrevs av Barend J. Lempke 1961. Phragmatobia approximata-intermedia ingår i släktet Phragmatobia och familjen björnspinnare. Inga underarter finns listade i Catalogue of Life.